# Boyant Roger
Boyant Roger (? - Jeruzalem, 1132) was een Frans edelman die tussen 1120 en 1131 grootmeester was van de Orde van Sint-Lazarus.
Rond 1120 was Boyant Roger als monnik en verpleger aan het werk in het Johanneshospitaal van de Orde van Sint Jan van Jeruzalem. Na de dood van de eerste grootmeester Gerard Sasso was hij tijdelijk het hoofd van het hospitaal. Na de verkiezing van Raymond du Puy kreeg Roger de leiding over het leprozenhuis net buiten Jeruzalem deze positie zou hij behouden tot aan zijn dood in 1131.